# Flectonotus
Flectonotus – rodzaj płazów bezogonowych z rodziny Hemiphractidae.

## Zasięg występowania
Rodzaj obejmuje gatunki występujące w Andach północno-wschodniej Kolumbii i przyległego obszaru Wenezueli, także w Kordylierze Nadbrzeżnej i na półwyspie Paria w Wenezueli; na Trynidadzie i Tobago.

## Systematyka

### Etymologia
Flectonotus: łac. flecto „giąć, krzywić”; gr. -νωτος -nōtos „-tyły, -grzbiety”, od νωτον nōton  „tył, grzbiet”.

### Podział systematyczny
Do rodzaju należą następujące gatunki:
- Flectonotus fitzgeraldi (Parker, 1934)
- Flectonotus pygmaeus (Boettger, 1893)